# María Belibasáki
María Belibasáki (in greco Μαρια Μπελιμπασακη?; San Nicolò, 19 giugno 1991) è una velocista greca.
In carriera ha vinto una medaglia d'argento nei 400 metri piani agli europei di Berlino 2018. È inoltre detentrice del record nazionale della specialità, con il tempo di 50"45, stabilito nella medesima competizione.

## Biografia
L'11 agosto 2018 conquista la medaglia d'argento nei 400 m agli europei di Berlino, tragliando il traguardo con un nuovo record nazionale di 50"45, poco dietro alla vincitrice Justyna Święty (50"41).

## Progressione

### 100 metri piani
| Stagione | Tempo | Luogo     | Data      | Rank. Mond. |
| -------- | ----- | --------- | --------- | ----------- |
| 2018     | 11"69 | Rodi      | 12-5-2018 |             |
| 2017     | 11"46 | Patrasso  | 17-6-2017 |             |
| 2016     | 11"55 | Amsterdam | 7-7-2016  |             |
| 2015     | 11"42 | La Canea  | 6-6-2015  |             |
| 2014     | 11"49 | Atene     | 28-5-2014 |             |
| 2013     | 11"95 | Gateshead | 21-6-2013 |             |
| 2012     | 11"34 | Atene     | 15-6-2012 |             |
| 2011     | 12"42 | Atene     | 1-6-2011  |             |
| 2010     | 11"98 | Radès     | 7-8-2010  |             |
| 2009     | 12"29 | Salonicco | 10-6-2009 |             |
| 2008     | 12"06 | La Canea  | 7-6-2008  |             |

### 200 metri piani
| Stagione | Tempo | Luogo     | Data      | Rank. Mond. |
| -------- | ----- | --------- | --------- | ----------- |
| 2018     | 22"98 | Patrasso  | 15-7-2018 |             |
| 2017     | 23"00 | Argo      | 10-6-2017 |             |
| 2016     | 23"03 | Amsterdam | 6-7-2016  |             |
| 2015     | 23"12 | Atene     | 26-7-2015 |             |
| 2014     | 23"12 | Tallinn   | 22-6-2014 |             |
| 2013     | 23"18 | Tebe      | 24-7-2013 |             |
| 2012     | 23"28 | Atene     | 16-6-2012 |             |
| 2011     | 24"42 | Atene     | 30-7-2011 |             |
| 2010     | 24"40 | Radès     | 7-8-2010  |             |
| 2009     | 24"93 | Salonicco | 10-6-2009 |             |
| 2008     | 24"96 | Paiania   | 22-6-2008 |             |
| 2007     | 25"15 | Atene     | 8-7-2007  |             |

### 400 metri piani
| Stagione | Tempo | Luogo     | Data      | Rank. Mond. |
| -------- | ----- | --------- | --------- | ----------- |
| 2018     | 50"45 | Berlino   | 11-8-2018 |             |
| 2011     | 55"10 | Atene     | 29-7-2011 |             |
| 2009     | 56"59 | Salonicco | 1-8-2009  |             |
| 2008     | 55"24 | Paiania   | 21-6-2008 |             |
| 2007     | 55"75 | Atene     | 7-7-2007  |             |

## Palmarès
| Anno | Manifestazione  | Sede           | Evento      | Risultato  | Prestazione | Note             |
| ---- | --------------- | -------------- | ----------- | ---------- | ----------- | ---------------- |
| 2012 | Europei         | Göteborg       | 100 m piani | Batteria   | 11"54       |                  |
| 2012 | Europei         | Göteborg       | 200 m piani | Semifinale | 23"31       |                  |
| 2012 | Giochi olimpici | Londra         | 100 m piani | Batteria   | 11"63       |                  |
| 2012 | Giochi olimpici | Londra         | 200 m piani | Batteria   | 23"36       |                  |
| 2013 | Mondiali        | Mosca          | 200 m piani | Semifinale | 23"46       |                  |
| 2014 | Europei         | Zurigo         | 200 m piani | Semifinale | 23"37       |                  |
| 2014 | Europei         | Zurigo         | 4x100 m     | Batteria   | 43"81       |                  |
| 2015 | Mondiali        | Pechino        | 200 m piani | Semifinale | 23"28       |                  |
| 2016 | Europei         | Amsterdam      | 100 m piani | Semifinale | 11"62       |                  |
| 2016 | Europei         | Amsterdam      | 200 m piani | Semifinale | 23"16       |                  |
| 2016 | Europei         | Amsterdam      | 4×100 m     | Batteria   | 44"58       |                  |
| 2016 | Giochi olimpici | Rio de Janeiro | 200 m piani | Batteria   | 23"19       |                  |
| 2017 | Mondiali        | Londra         | 200 m piani | Semifinale | 23"21       |                  |
| 2018 | Mondiali indoor | Birmingham     | 400 m piani | Semifinale | dq          |                  |
| 2018 | Europei         | Berlino        | 400 m piani | Argento    | 50"45       | Record nazionale |